# Божества вулканов
Божество вулкана — это божество, олицетворяющее или отвечающие за один вулкан или вулканы вообще.
Вулканические боги включают:
- Вулкан, в древнеримской религии и мифах, бог огня[1], включая огонь вулканов, пустынь и кузницы[2].
- Руаумоко, в мифологии маори, бог землетрясений, вулканов и времен года[3][4].
- Пеле, в гавайской религии богиня вулканов и огня, создательница Гавайских островов .
- Лалахон, в филиппинской мифологии, богиня огня, вулканов и урожая[5]
- Кан-Лаон, висайский бог времени, связанный с вулканом Канлаон.
- Гефест, греческий бог кузнецов, металлообработки, плотников, ремесленников, ремесленников, скульпторов, металлургии, огня и вулканов[6].
- Гугуранг, в филиппинской мифологии, бог огня и вулканов Биколано, живущий внутри вулкана Майон, который извергается всякий раз, когда Гугуранг в ярости.
- Гуайота, в мифологии гуанчей, злобное божество, обитавшее внутри вулкана Тейде .
- Агандзю, божество йорубан, Ориша вулканов, пустыни и рек.
- Аганжу на Кубе — это божество-вулкан для последователей лукуми, религии сантерии.
- Яхве в доиудейской религии. Некоторые ученые (например, Мартин Нот в своей книге «Исход: комментарий»[7] и Джек Майлз в своей книге «Бог: биография», получившей Пулитцеровскую премию), предполагают, что древние евреи поклонялись своему богу или ассоциировали его с вулканом.